# Lynk & Co
Lynk & Co est un constructeur automobile fondé en 2016 par le groupe d'entreprises chinois Geely et le constructeur automobile suédois Volvo, filiale du premier depuis 2010. Il adopte une politique de distribution proche de celle de Tesla : une approche entièrement connectée où les ventes de véhicules s'effectuent exclusivement en ligne, via Internet.

## Histoire
C'est en 2014 que Volvo et Geely ont créé une entité économique nommée Lynk & Co leur permettant d'étudier la création d'une nouvelle marque et d'un nouveau modèle de distribution.
Le concept de Lynk & Co est de proposer à l'achat ses véhicules en ligne qui seront ensuite livrés au domicile du client, et de pouvoir partager son véhicule avec d'autres clients de la marque. Tous les véhicules sont fournis avec une garantie et une connexion à vie, et Lynk & Co propose un abonnement permettant au client de changer de voiture en fonction de ses besoins, ou alors la possibilité d'un financement partiel lors de l'achat de la voiture sous condition de la rendre disponible pour le service d'auto-partage de la marque.
"Notre but est d'enrichir et de simplifier l'utilisation de la voiture, en redéfinissant la façon de l'acheter, de la connecter et de l'utiliser", explique Alain Visser, vice-président de Lynk & Co.
Les modèles vendus en Europe sont produits dans l'usine Volvo en Belgique, tandis que pour le reste du monde ils sont produits en Chine.
En octobre 2018, Lynk & Co annonce sa participation à la Coupe du monde FIA des voitures de tourisme (World TCR) 2019 en présentant le 03 TCR concept. La marque s'engage en compétition avec l’équipe Cyan Racing et la version course Lynk & Co 03 TCR est pilotée par le champion du monde WTCC 2017 Thed Björk.
En septembre 2020, au Salon de l'automobile de Pékin, le concept Lynk & Co Zero a été dévoilé au public. Il était prévu que ce soit le premier véhicule entièrement électrique de Lynk & Co, mais il est devenu le premier modèle de la nouvelle marque de véhicules électriques, Zeekr, sous le nom de Zeekr 001.

### Restructuration en 2024
En novembre 2024, les structures de capitaux propres de Geely Auto, Zeekr, et Lynk & Co ont été modifiés conformément à la stratégie de restructuration du Geely Holding Group. Geely Holding Group a transféré sa participation de 11,3 % dans Zeekr Intelligent Technology (Zeekr) à Geely Automobile Holdings (Geely Auto). En conséquence, la participation de Geely Auto dans Zeekr est passée à 62,8 %,. Zeekr a ensuite annoncé l'acquisition d'une participation de 20 % dans Lynk & Co auprès de Geely Auto pour 3,6 milliards de yuans, ainsi que la participation de 30 % de Volvo Cars dans Lynk & Co pour 5,4 milliards de yuans. Cette transaction a porté la participation de Zeekr dans Lynk & Co à 51 %, tandis que les 49 % restants continuent d'être détenus par Geely Auto,.

## Gamme

### Lynk & Co 01

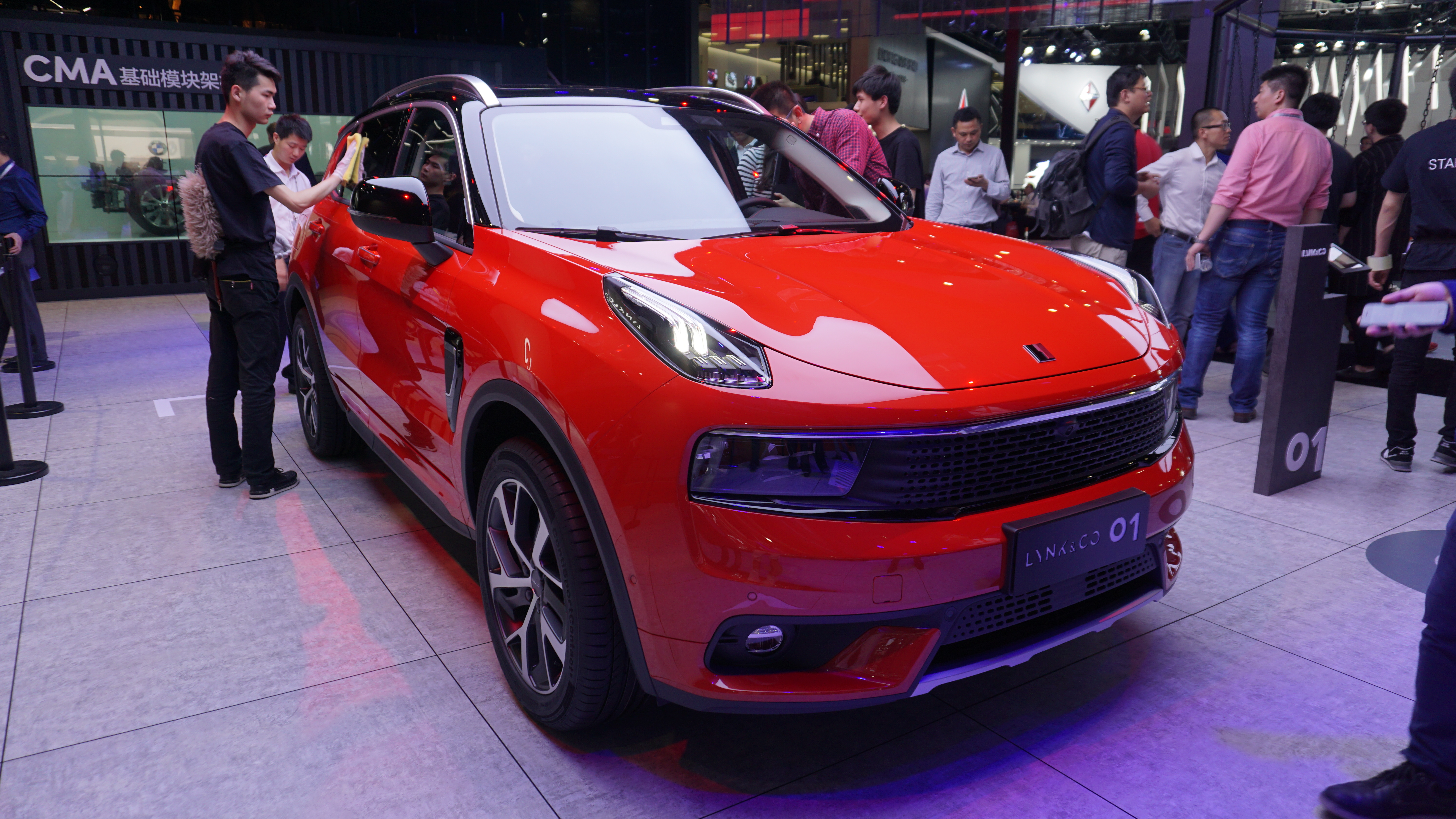
Lynk & Co 01

En octobre 2016, Lynk & Co devient une marque à part entière en présentant lors d'une conférence de presse à Berlin son futur modèle, le "01", un SUV compact basé sur le Volvo XC40 et sa plateforme CMA, équipé d'un 3 cylindres 1,5 litre turbocompressé et d'un moteur électrique. Le Lynk & Co 01 devrait être commercialisé en Europe à partir de 2019.

### Lynk & Co 02
Le 26 mars 2018, Lynk & Co présente en première mondiale à Amsterdam son crossover compact Lynk & Co 02, plus petit que le 01, mais basé aussi sur le Volvo XC40. Il sera produit à partir de 2019 sur les chaînes d'assemblage de l'usine Volvo en Belgique, pour être commercialisé en Europe fin 2019. Le 02 est basée sur la plateforme modulaire compacte CMA de Volvo et reçoit une instrumentation digitale.
Lors de la présentation du crossover 02, la marque a dévoilé ses projets d'ouverture de point de vente en Europe, dans les villes « branchées » européennes, avec Amsterdam en premier, suivi de Barcelone, Berlin, Londres et Bruxelles. Mais la majorité des ventes se feront sur internet. De plus, Lynk & Co a annoncé ouvrir des showrooms éphémères lors d'événements ou dans des lieux particuliers en Europe.

### Lynk & Co 03

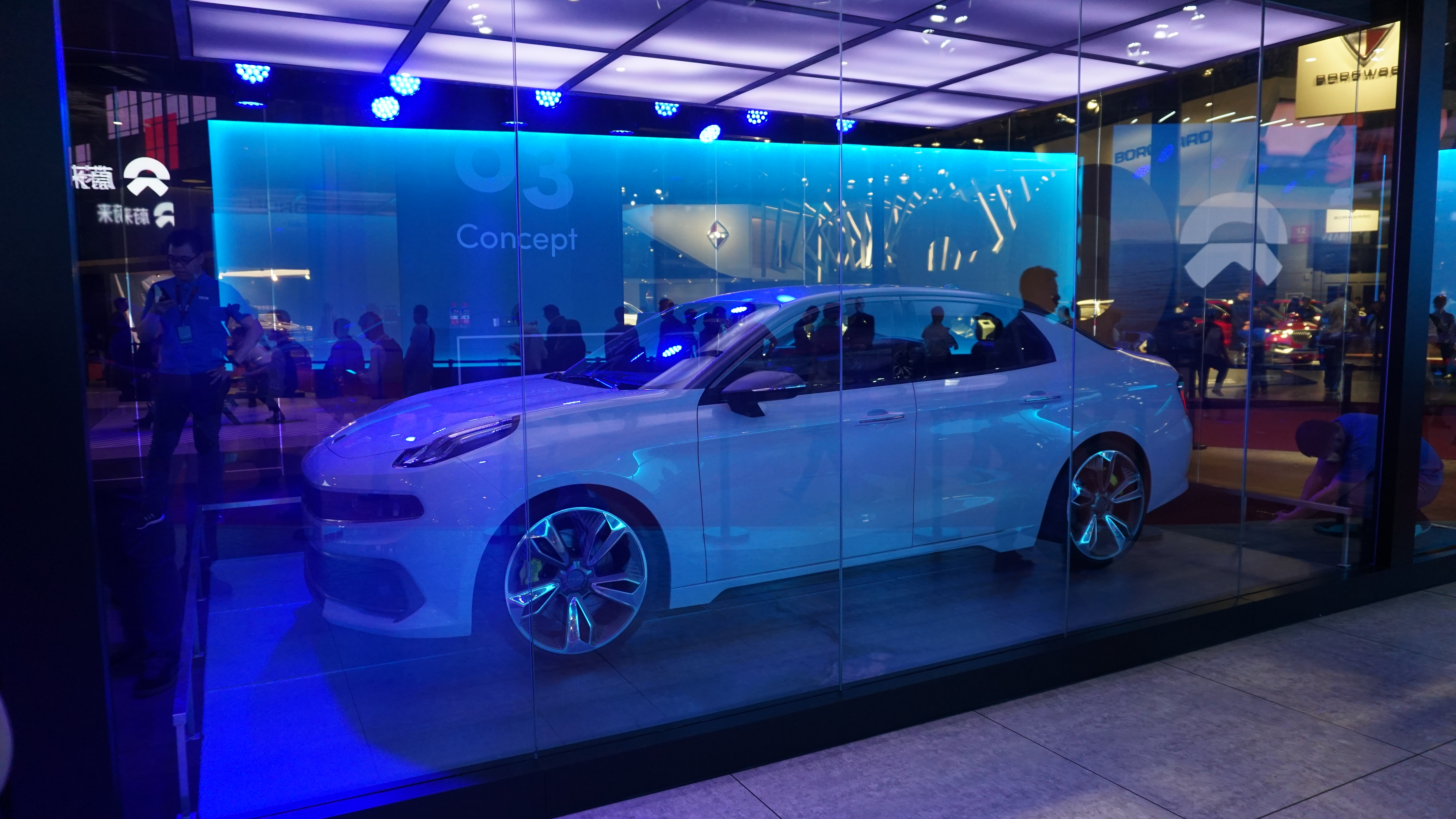
Lynk & Co 03

En avril 2017, au salon automobile de Shanghai, le constructeur chinois présente un concept-car de berline qui préfigure la Lynk & Co 03, une berline tri-corps basée sur la Volvo V40.
Le 31 juillet 2018, Lynk & Co présente des images de la version de série de la Lynk & Co 03, qui sera produite à partir de la fin 2019. Celle-ci est basée, comme la 01 et la 02, sur la plateforme technique modulaire CMA de Volvo.

### Lynk & Co 05
En novembre 2019, le constructeur dévoile les premières images du SUV coupé Lynk & Co 05 qui repose sur le 01.

### Lynk & Co 07 EM-P
La Lynk & Co 07 EM-P est une berline 5 portes hybride rechargeable.

### Lynk & Co 08
Le SUV familial Lynk & Co 08 est présenté le 30 mars 2023 en Chine

### Lynk & Co Zero EV
En décembre 2020, le constructeur annonce la production de son premier modèle électrique à partir de la mi-2021, la Zero EV.

### Lynk & Co Z10
La Z10 est une berline 100 % électrique, basée sur la Zeekr 001 et produite à partir de 2024.

### Lynk & Co Z20
Le Z20 est un crossover électrique dévoilée en images en septembre 2024 par le ministère chinois de l’Industrie puis présenté officiellement au salon de l'automobile de Guangzhou 2024.

## Concept car

### Lynk & Co Zero Concept
Le constructeur présente le concept car de SUV électrique Zero Concept au Beijing Motor Show en septembre 2020. Il est dessiné par le studio de design de la marque basé à Göteborg, et préfigure le 1er modèle électrique de la marque Lynk & Co Zero EV produit à partir de 2021.

### Lynk & Co The Next Day
Le concept car de berline électrique The Next Day est présenté le 7 juin 2022. La berline est dotée de portes à ouverture antagoniste à l'arrière et à ouverture en élytre sur les 4 ouvrants.